# Mecyclothorax oaoa
Mecyclothorax oaoa (лат.) — вид жуков-жужелиц рода Mecyclothorax из подсемейства Псидрины.

## Распространение
Встречаются на острове Таити, Французская Полинезия.

## Описание
Мелкие жужелицы, длина менее 5 мм. Отличаются узкояйцевидными надкрыльями, тело стройное; дискальные бороздки надкрылий отчётливо пунктированы у основания, удлинённые точки расширяют бороздки вширь; лоб с выраженной микроскульптурой поперечной сетки. Окраска головы темно-рыжая, наличник и верхняя губа рыжевато-желтые; антенномеры 1–3 рыжевато-желтые, 4–11 рыжевато-бурые; диск переднеспинки темно-рыжий в тон лбу, латеральный край узко вдавлен, срединное основание широкое, рыжее; диск надкрылий рыжевато-коричневый с серебристым металлическим отблеском; шовный промежуток рыжий у основания, рыжевато-желтый на вершине, латеральное краевое вдавление узко-коричневое; бедра рыжевато-желтые, голени рыжевато-желтые с бурым оттенком.

## Таксономия и этимология
Вид был впервые описан в 2013 году американским колеоптерологом James Kenneth Liebherr (Cornell University, Итака, США). Видовой эпитет oaoa означает «узкий» на таитянском языке, что соответствует форме надкрылий  этого вида.